# 歯髄炎

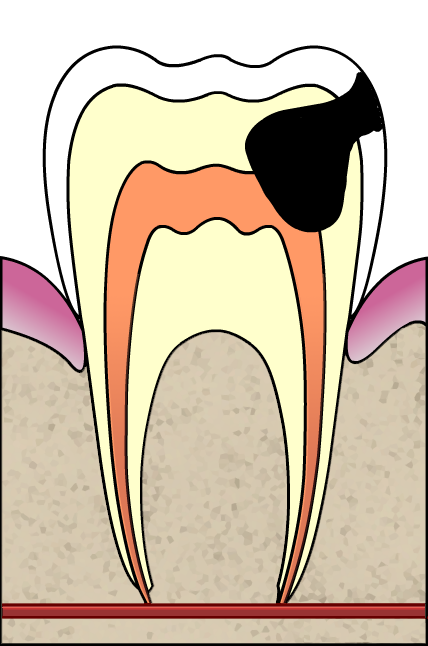
患部は歯髄全体に広がっていく。

歯髄炎（しずいえん、英語: pulpitis）とは歯髄に起こる疾患の一つで、歯髄に何らかの刺激が加わることにより発生する炎症のこと。

## 病因
上記の通り、歯髄への刺激が原因である。刺激の原因としては、物理的、化学的、生物的、電気的、神経的な物がある。

### 物理的刺激
外傷などによる歯の物理的損傷や、温熱刺激の他、歯科治療時に発生する切削時の発熱や露髄などが挙げられる。

### 化学的刺激
歯科治療で使われた材料が原因の刺激が多い。

### 生物学的刺激
う蝕が原因のものが歯髄炎の中で最も多い。この他、歯髄に来る血液から細菌が入る血行性の物や、リンパ行性のものもある。

### 電気的刺激
治療によって歯に詰められた異種金属の接触によって発生するガルバニー電流などがある。

### 神経性
神経ペプチドによる刺激がある。

## 分類
象牙質が破壊され、歯髄が外部と接している状態を開放性歯髄炎、象牙質がまだ残っている状態を閉鎖性歯髄炎という。

### 急性歯髄炎

#### 急性漿液性歯髄炎
急性漿液性歯髄炎 (acute serous pulpitis) とは、急性単純性歯髄炎 (acute simple pulpitis) とも言い、歯髄炎の一種で、閉鎖性歯髄炎に見られる漿液性の急性炎症の事。通常、病理学では前者、臨床では後者を用いる。急性歯髄炎の初期症状。炎症部では象牙芽細胞の変性萎縮の他、充血が確認でき、著明な漿液の滲出を確認できる。病理学的には、炎症が一部分に限局している物を「急性一部性漿液性歯髄炎(acute serous partial pulpitis)」、全体に広がっている場合を「急性全部性漿液性歯髄炎 (acute serous partial pulpitis) 」と言い、臨床的には、炎症が歯冠部の歯髄に限局しているものを「急性一部性単純性歯髄炎」、炎症が歯根部の歯髄にまで達している場合を「急性全部性単純性歯髄炎」という。これは臨床では歯髄の炎症の範囲を厳密に調べることが不可能なこと、また、歯冠部歯髄に炎症が限局している場合と歯根部歯髄まで炎症が拡大している場合とで治療法が異なるためである。

##### 急性一部性単純性歯髄炎
急性一部性単純性歯髄炎 (acute simple partial pulpitis) とは、急性単純性歯髄炎のうち、炎症が歯冠部歯髄に限局している炎症のこと。可逆性歯髄炎である。病因は通常う蝕であり、C2のうち、う窩が浅く小さい物に発生する。間欠性で、牽引性の自発痛があり、冷刺激にて、また、酸味や甘味にて誘発痛が発生する。EPTでは閾値の低下が見られる。治療としては歯髄の消炎鎮痛療法が行なわれるが、まれに複数回の実行で疼痛が引かない場合があり、この場合は通常生活断髄法を行なうが、症状によっては全部歯髄除去療法を行なう。

##### 急性全部性単純性歯髄炎
急性全部性単純性歯髄炎 (acute total simple pulpitis) とは、急性単純性歯髄炎のうち、炎症が歯根部歯髄にまで拡大している炎症のこと。不可逆性歯髄炎である。病因は通常う蝕であり、C2のうち、う窩が深在性で広い物に発生する。激痛で、持続性の自発痛がある。治療としては、全部歯髄除去療法を行なう。

#### 急性化膿性歯髄炎
急性漿液性歯髄炎に細菌の感染が起こることにより発生する不可逆性の歯髄炎。疼痛は強い自発痛、放散痛、持続痛である。また、温熱刺激で痛みが増すが、冷熱により、歯髄の痛みが鎮静される。急性漿液性歯髄炎同様に急性一部性化膿性歯髄炎と急性全部性化膿性歯髄炎がある。

#### 急性壊疽性歯髄炎
う蝕の進行が早い乳歯や若年者の場合、急性化膿性歯髄炎が起こるのとほぼ前後して象牙質が破壊され開放性全部性化膿性歯髄炎が起こり、「歯髄壊死」を起こす。さらに、この開放された歯髄に「腐敗菌」が感染することによって、急性壊疽性歯髄炎が発生することがある。

### 慢性歯髄炎

#### 慢性開放性歯髄炎
う蝕の進行により歯髄が露髄する事で起こる。通常は潰瘍を作り、慢性潰瘍性歯髄炎となるが、若年者の場合、歯髄の生活力が大きいため、慢性増殖性歯髄炎となることもある。開放されることにより内圧が低下するため、自発痛はほとんど無くなるが、刺激により痛みが誘発される。

#### 慢性閉鎖性歯髄炎
閉鎖性歯髄炎において、繊維性結合組織など、慢性症状が出た場合を慢性閉鎖性歯髄炎という。